# Norte do Amapá
Norte do Amapá is de noordelijke mesoregio van de Braziliaanse deelstaat Amapá. Zij grenst aan de Atlantische Oceaan in het oosten, Frans-Guyana in het noordwesten en westen en de mesoregio Sul do Amapá in het zuidwesten en zuiden. De mesoregio heeft een oppervlakte van ca. 57.732 km². Midden 2004 werd het inwoneraantal geschat op 40.136.
Twee microregio's behoren tot deze mesoregio:
- Amapá
- Oiapoque

Mesoregio's: Norte do Amapá · Sul do Amapá

Microregio's: Amapá · Macapá · Mazagão · Oiapoque